# Bentwisch
Bentwisch är en kommun och ort i Landkreis Rostock i förbundslandet Mecklenburg-Vorpommern i Tyskland.
Den tidigare kommunen Klein Kussewitz uppgick i Bentwisch 1 januari 2018.
Kommunen ingår i kommunalförbundet Amt Rostocker Heide tillsammans med kommunerna Blankenhagen, Gelbensande, Mönchhagen och Rövershagen.